# Performance (génie chimique)
Pour les articles homonymes, voir Performance.
En génie chimique, la performance est appelée aussi cible de production.
La performance d'une installation, d'un procédé ou encore d'un réacteur spécifie la quantité de produit qu'elle doit générer par unité de temps. Son unité est en général [kg année−1], ou [mol année−1].
La performance est en général fixée à la suite d'une étude de marché, ou selon des objectifs commerciaux, et elle est utilisée pour dimensionner l'installation. Par exemple, en connaissant le nombre d'heures par année durant lequel un réacteur fonctionne, ainsi que sa productivité volumétrique, il est possible de calculer son volume.